# PIASエンタテインメント・グループ
PIASエンタテインメント・グループ ([PIAS] Entertainment Group) は、ベルギー・ブリュッセルを本拠とする独立系音楽事業会社である。音楽・映画・コメディの製作、ライセンス供与、販売・流通を行っている国際的な企業である。200人以上の従業員を抱え、イギリス、ドイツ、フランス、オランダ、アイルランド、スペイン、アメリカ合衆国、オーストラリアに支社を設置している。
1982年にケニー・ゲイツ (Kenny Gates) とミシェル・ランボー (Michel Lambot) によって「プレイ・イット・アゲイン・サム」として設立され、現在もこの2人がグループを共同で運営している。

## 歴史
ケニー・ゲイツは1981年9月頃にインディペンデント・レーベル専門のレコード店「カサブランカ・ムーン」で働いていたミシェル・ランボーと知り合い、友人となった。カサブランカ・ムーンは1982年6月に閉店し、彼らは「プレイ・イット・アゲイン・サム」と名付けられたレコード輸入会社の立ち上げることにした。同年10月からブリュッセルにあるゲイツの両親の家に拠点を置いてイギリスからの輸入を開始した。当時ゲイツは19歳、ランボーは21歳であった。
1983年3月、5000ユーロの資本金で正式に会社が設立され、以後会社の業務は急速に輸入業/卸売業の範疇を超えてプロモーションやマーケティングといったレーベルサービスの全領域を提供する流通業へと移行していった。
1984年にはレコードレーベルとしての活動も開始した。
1988年にはイギリスに音楽流通会社を設立する。流通会社はその後オランダ（1989年）、フランス（1994年）、ドイツ（1998年）、スペイン（2001年）でも設立された。現在、PIASはイギリスで100以上ものインディペンデント・レーベルから流通業務の委託を受けている。
1997年、新たにフレンチ・ハウスなど電子音楽を扱うレーベル、ディファレント・レコーディングス (Different Recordings) を設立した。
2000年、「プレイ・イット・アゲイン・サム」レーベルはPIASレコーディングス ([PIAS] Recordings) へと改名し、ロンドンに本拠を移転した。本体の方は2008年1月にPIASエンタテインメント・グループとなった。
2012年11月15日、PIASはイギリスを拠点とするPIASミュージックグループを販売流通事業を担当するPIASアーティスト&レーベル・サービシズ ([PIAS] Artist & Label Services) 、およびレコードレーベル事業を担当するPIASレコーディングスの2部門に再編した。PIASレコーディングスは、2011年に復活したプレイ・イット・アゲイン・サムとディファレント・レコーディングスの2レーベルで構成されている。
2013年初め、PIASはコオペレイティヴ・ミュージック（とコオペレイティヴ自身が所有するV2レコード）をユニバーサルミュージック・グループから買収した、コオペレイティヴはPIASミュージックグループの一部門となった。

## 2011年の倉庫火災
2011年8月8日、イギリス暴動のさなか中にインフィールド・ロンドン特別区に所在するソニーDADCの倉庫（PIASのメイン流通センターでもある）が火災で損傷した。この火災によってPIASが流通を受託している数多くのインディペンデント・レーベルの作品など、在庫のほとんどが消失した。アークティック・モンキーズのシングル「The Hellcat Spangled Shalalala」、バトルスのシングル「My Machines」、チャーリー・シンプソンのアルバム『Young Pilgrim』など、様々なアルバムやシングルのリリースがこの火災の被害を受けた。消失した在庫の数は350万～2500万枚にのぼると報道されている。

## 主な流通レーベル
- アズマティック・キティ
- ベガーズ・グループ
- ケミカル・アンダーグラウンド
- デッド・オーシャンズ
- ドミノ・レコーズ
- ドラッグ・シティ
- エピタフ・レコード
- ファットキャット・レコーズ
- ファット・レック・コーズ
- Gユニット・レコード
- ホープレス・レコード
- ヘルキャット・レコード
- ジャグジャグウォー
- Kitsuné
- メンフィス・インダストリーズ
- ミュート・レコード
- ニンジャ・チューン
- ニュークリア・ブラスト
- ポリヴァイナル・レコーズ
- ロック・アクション・レコード
- サンクチュアリ・レコード
- シークレットリー・カナディアン
- サイドワンダミー・レコード
- サブ・ポップ
- スリル・ジョッキー・レコーズ
- トゥルー・パンサー・サウンズ
- ビクトリー・レコード
- ヴェイグラント・レコード
- ワープ・レコーズ
- ウィチタ・レコーディングス